# ألو تراوري
ألو تراوري (بالفرنسية: Alou Traoré)‏ هو لاعب كرة قدم أرميني ومالي في مركز الدفاع، ولد في 8 أكتوبر 1984 في باماكو في مالي. شارك مع منتخب مالي لكرة القدم. أما مع النوادي، فقد لعب مع بيونيك يريفان ونادي تراكتور سازي ونادي دجوليبا ونادي سايبا ونادي سرخبوشان دلوارافزار.